# (1119) Euboea
(1119) Euboea – planetoida z pasa głównego asteroid okrążająca Słońce w ciągu 4 lat i 82 dni w średniej odległości 2,61 au. Została odkryta 27 października 1927 roku w Landessternwarte Heidelberg-Königstuhl w Heidelbergu przez Karla Reinmutha. Nazwa planetoidy pochodzi od greckiej wyspy Eubea. Przed nadaniem nazwy planetoida nosiła oznaczenie tymczasowe (1119) 1927 UB.